# ミリタリーSF
ミリタリーSFまたは軍事SFはSFのサブジャンルの1つで、主要登場人物が軍人であり、主に宇宙や地球以外の惑星での武力衝突を描くことを特徴とする。戦闘や戦術を詳細に描写したり、軍隊や個々の軍人を描写するのがミリタリーSFの基本である。地球上の過去および現在発生している実際の武力衝突を題材として、紛争地域を惑星や銀河に置き換えて描き、何らかの現実とは異なるイベントを挿入することで作者の想像する物語を展開させることが多い。
戦争SFといった場合、描く状況はほぼ同じだが、主人公は軍人とは限らない。

## 特徴
伝統的な軍隊的価値である勇敢さ、自己犠牲、義務感、友情といったものが強調され、戦闘は兵士や士官の視点で描写されることが多い。兵士の使用するテクノロジーは現代よりも進歩していることが多く、社会全体も変わっていることが多い。例えば、女性も戦闘員として男性と同等に活躍する。最終的な勝利は研究開発や兵站によるのではなく、根性や勇敢さや戦術的予測など実際に戦っている兵士たちの力による場合が多い。多くの場合、技術の進歩がストーリーを進展させる原動力となっている。

## 歴史
ミリタリーSFの起源は、少なくともジョージ・チェスニー（en）の小説『The Battle of Dorking』（1871年）まで遡る。その後、H・G・ウェルズの『陸の甲鉄艦』など類似の小説が出版された。その後SFがジャンルとして確立すると、ミリタリーSFもそのサブジャンルとして確立された。初期の作品としては、H・ビーム・パイパーの Uller Uprising（1952年、インド大反乱を題材としている）がある。ロバート・A・ハインラインの『宇宙の戦士』（1959年）もミリタリーSF史上の初期の重要な作品である。他にもゴードン・R・ディクスンの『ドルセイ!』（1960年）などがあり、これらの作品が当時の若者にミリタリーSFというサブジャンルを広めた。
ベトナム戦争で戦闘を経験した退役軍人がその経験に基づいたSFを書くようになった例もあり、デイヴィッド・ドレイクやジョー・ホールドマンが有名である。1970年代を通して、ホールドマンの『終りなき戦い』やドレイクの Hammer's Slammers シリーズといった作品がミリタリーSFをさらに一般に広めることに貢献した。短編もよく書かれるようになり、例えばゴードン・R・ディクスンの編集したアンソロジー Combat SF（1975年）がある。このアンソロジーには、Hammer's Slammers シリーズの初期の作品やキース・ローマーの BOLOシリーズの作品、フレッド・セイバーヘーゲンの《バーサーカー》シリーズの作品などが含まれている。他にもパーネルと John F. Carr が編纂したアンソロジーシリーズ There Will be War（1983年から1990年にかけて9冊発行）もあり、新たな作家を呼び込む効果を発揮した。

## 観点
政治的メッセージを込めた作品も多い。
デイヴィッド・ドレイクは、戦争の怖さと虚しさをテーマとすることが多い。彼は、小説を書く理由の1つとして、戦争を知らない読者に戦争の真実を伝え、軍隊が政治の道具となっている様を伝えることを挙げている。
デイヴィッド・ウェーバーは次のように述べている。
For me, military science-fiction is science-fiction which is written about a military situation with a fundamental understanding of how military lifestyles and characters differ from civilian lifestyles and characters. It is science-fiction which attempts to realistically portray the military within a science-fiction context. It is not 'bug shoots'. It is about human beings, and members of other species, caught up in warfare and carnage. It isn't an excuse for simplistic solutions to problems.—David Weber、In Honor I gained them、Stephen Hunt、2002
（和訳）「私にとってミリタリーSFは、軍隊生活や軍人が民間の生活や人間とどう違うのかを根本から理解した上で、軍事的状況を描写するSFだ。SF的な背景の中で軍隊をリアルに描写しようとする小説だ。エイリアンを撃ちまくる小説ではない。それは、戦争と虐殺に巻き込まれた人類や他の種を描くものだ。それは問題の単純な解決策（つまり戦争）を正当化するものではない。

## ミリタリーSFの例
ミリタリーSFは、小説、映画、TVドラマ、アニメーション、ゲームなど様々なメディアに見られる。

### 小説
- ロバート・アスプリン:『銀河おさわがせ中隊』シリーズ
- L・M・ビジョルド:『名誉のかけら』、『遺伝子の使命』、『戦士志願』
- ジャック・キャンベル:『彷徨える艦隊』シリーズ
- オースン・スコット・カード:『エンダーのゲーム』
- C・J・チェリイ:『色褪せた太陽』三部作
- ゴードン・R・ディクスン:『チャイルド・サイクル』シリーズ
- デイヴィッド・ファインタック:『銀河の荒鷲シーフォート』シリーズ
- ジョー・ホールドマン:『終りなき戦い』
- ハリイ・ハリスン:『宇宙兵ブルース』（ミリタリーSFのパロディ）
- ロバート・A・ハインライン:『栄光のスペース・アカデミー』、『宇宙の戦士』
- エリザベス・ムーン:『女船長カイラーラ・ヴァッタ』シリーズ
- リチャード・モーガン:『タケシ・コヴァッチ』シリーズ
- アンドレ・ノートン:『燃える惑星 スター・ガード』
- ジェリー・パーネル:『宇宙の傭兵たち』など
- フレッド・セイバーヘーゲン:『バーサーカー』シリーズ
- ジョン・スコルジー:『老人と宇宙』シリーズ
- ロバート・ブートナー:『孤児たちの軍隊』シリーズ
- 葉山透:『9S<ナインエス>』
- デイヴィッド・ウェーバー:『オナー・ハリントン』シリーズ、『反逆者の月』シリーズ
- H・G・ウェルズ:『宇宙戦争』
- 谷甲州:『航空宇宙軍史』シリーズ
- 田中芳樹:『銀河英雄伝説』
- 神林長平:『戦闘妖精・雪風』シリーズ、『今宵、銀河を杯にして』
- 矢野徹:『連邦宇宙軍』シリーズ
- 今野敏:『宇宙海兵隊ギガース』
- 林譲治:『ルナ・シューター』『星系出雲の兵站』『星系出雲の兵站-遠征-』
- 大石英司:『サイレント・コア』シリーズ

### 映画・TVシリーズ
- スターゲイト SG-1 (1997-2007)
- スターゲイト アトランティス (2004-2009)
- 宇宙の戦士(1997-2008)
- 宇宙空母ギャラクティカ
- バビロン5